# Турянський Володимир Славомирович
Володи́мир Славоми́рович Туря́нський (нар. 28 січня 1976[уточнити]) — військовослужбовець Збройних сил України, полковник, військовик Чернігівського гарнізону.

## Військові звання
- підполковник — станом на 8 серпня 2014 року[1];
- полковник — станом на 9 квітня 2022 року[2].

## Нагороди
- орден Богдана Хмельницького III ступеня (серпень 2014) — за особисту мужність і героїзм, виявлені у захисті державного суверенітету та територіальної цілісності України (під час російсько-української війни на сході України)[1];
- орден Богдана Хмельницького ІІ ступеня (квітень 2022) — за особисту мужність і самовіддані дії, виявлені у захисті державного суверенітету та територіальної цілісності України, вірність військовій присязі (під час російського вторгнення в Україну)[2].